# Ashton, Gardner and Dyke
Ashton, Gardner and Dyke byla anglická rocková skupina, která byla nejvíce populární na počátku 70. let 20. století. Během své existence vydala 3 studiová alba a 4 singly.
V roce 1970 vydala na singlu píseň „Resurrection Shuffle“, která byla její jediný opravdový hit. Tato píseň se dočkala také dvou českých coververzí: V roce 1972 natočila Marie Rottrová verzi s textem Zdeňka Rytíře pod názvem „Perpetum mobile“ a v roce 1976 Pavel Novák verzi s textem Pavla Cmírala pod názvem „Dálnice“.